# Agrupació de Defensa Forestal
Les agrupacions de defensa forestal (també conegudes per les seves sigles, ADF) són associacions voluntàries formades per propietaris forestals i els ajuntaments dels municipis del seu àmbit territorial, que tenen per finalitat la prevenció i la lluita contra els incendis forestals.

## Història

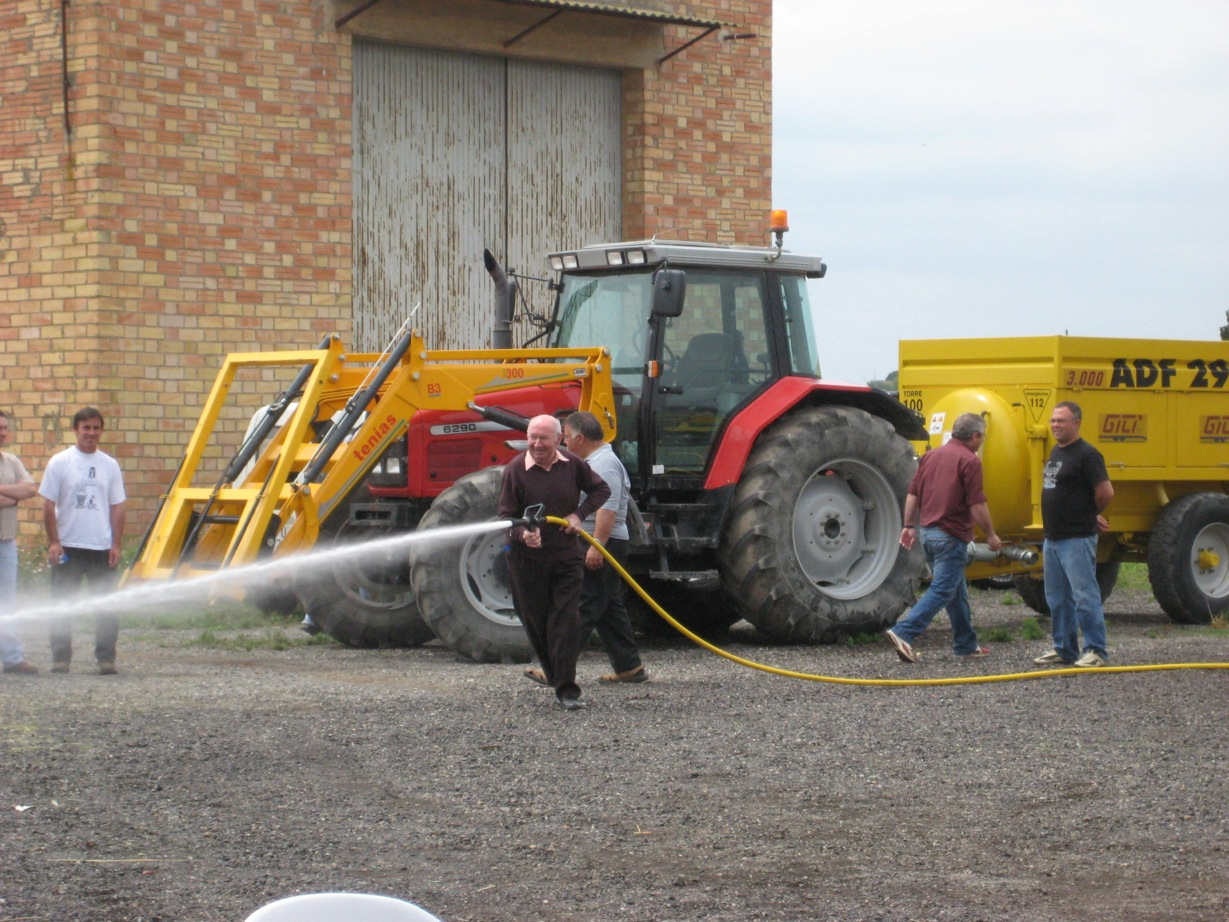
Membres d'una ADF provant equipament d'extinció d'incendis

A Catalunya, les agrupacions de defensa forestal es van regular legalment a partir de l'any 1986 a conseqüència del Programa Foc Verd, elaborat pel Departament d'Agricultura, Ramaderia, Pesca, Alimentació i Medi Natural de la Generalitat de Catalunya. Ara bé, l'origen cal cercar-lo en els antics grups d'extinció d'incendis i auxili immediat que es van començar a formar a principis dels anys seixanta a Catalunya.
Juntament amb altres figures anomenades també "Agrupacions de Defensa", com les Agrupacions de Defensa Sanitària (ADS), en l'àmbit sanitari ramader, o les Agrupacions de Defensa Vegetal (ADV), en l'àmbit fitosanitari (sanitat vegetal), poden considerar-se com una nova forma de mutualisme agrari, molt arrelat a Catalunya, on des de fa molts anys agrupa els pagesos en societats de "socors mutus", que permeten superar els accidents que poden succeir als pagesos o als seus mitjans de producció. Les agrupacions de defensa assumeixen el mateix esperit tradicional incorporant un aspecte nou de modernitat. No es tracta d'assegurar un risc que de forma fatalista succeirà. L'objectiu va més enllà: és una lluita col·lectiva per tal de disminuir-ne el risc. Per això es plantegen nous mètodes de lluita, una reestructuració dels serveis de la mateixa Administració i una aportació de tecnologia rendible immediatament després de disposar d'una estructura arrelada.
Aquesta finalitat mutualista i el desenvolupament normatiu que les ha fomentat han fet que actualment hi hagi a Catalunya 300 agrupacions en 675 municipis (generalment estan integrades per més d'un municipi), amb 947.175 hectàrees associades. Les ADF han tingut un paper molt rellevant en el desenvolupament de la política catalana de prevenció i extinció d'incendis.
Organitzativament, les ADF, que normalment tenen un àmbit d'un o pocs municipis, s'agrupen en federacions d'ADF comarcals o supracomarcals, i alhora aquestes federacions disposen conjuntament de l'anomenat Secretariat de les Federacions d'Agrupacions de Defensa Forestal (SFADF) que agrupa sota una estructura funcional totes les ADF de Catalunya, per tal de tenir una única veu davant les administracions, en les polítiques de prevenció i ajudes. El Secretariat dona assessorament i suport tècnic a les ADF pel que fa a ajuts i subvencions, comunicacions i xarxes de transmissions, coordinació, planificació i cartografia operativa, en l'elaboració de programes de formació per les diferents Federacions i ADF, i a tasques de divulgació.
El 2018 va rebre la Creu de Sant Jordi "per la seva valuosa implicació en la prevenció i lluita contra els incendis forestals, duta a terme al llarg de més de trenta anys de trajectòria".

## Funcionament
Poden formar part d'una ADF els propietaris forestals, els ajuntaments, les associacions de propietaris forestals constituïdes legalment, les organitzacions professionals agràries i les associacions que tinguin com a finalitat la defensa de la natura, vinculades al municipi o als municipis en qüestió. A més, moltes ADF compten amb voluntaris que col·laboren en tasques diverses.
L'àmbit territorial d'una ADF pot ser municipal o supramunicipal, segons les masses forestals que hi pertanyin i dels seus límits.
Objectius i finalitats de les ADF: 
- Elaboració i execució col·lectiva de programes de vigilància i prevenció d'incendis forestals.
- Col·laboració activa en l'organització, el control i l'execució de mesures dictades o que es dictin des de l'Administració en matèria de prevenció i la lluita contra els incendis forestals.
- Realització de campanyes de divulgació entre els titulars de terrenys forestals sobre les accions de prevenció i lluita contra els incendis forestals, perquè el sector tingui un coneixement més gran.
- Sensibilització sobre la població rural i urbana en el territori de l'ADF.
- Execució de plans de prevenció, creació i manteniment d'infraestructura, xarxa de camins i punts d'aigua.
- Suport a l'extinció d'incendis forestals.  En aquest sentit, per la proximitat i el coneixement del terreny les ADF són un suport als serveis d'extinció d'incendis: per la proximitat solen ser els primers a arribar en cas d'incendi, tenen coneixements i mitjans per a donar suport als bombers durant l'extinció i sobretot en la fase de finalització i vigilància postincendi.[2]
- Planificació i execució de les reforestacions, si s'escau.

Les activitats de les ADF es financen amb recursos privats (recursos propis de les ADF en el moment de constituir-se i ingressos per aportacions voluntàries dels socis) i públics (fonamentalment de la Generalitat de Catalunya i les diputacions provincials). A efectes pràctics, l'organització dels propietaris forestals i ajuntaments en ADF té altres avantatges com la cobertura mitjançant una pòlissa d'assegurança col·lectiva dels riscs personals, dels alguns vehicles i de responsabilitat civil en l'extinció d'incendis forestals i la prioritat en la concessió dels ajuts forestals del DARP (article 39 de la Llei Forestal).
Marc legal a Catalunya:
- Ordre del 6 d'octubre de 1986 sobre regulació de les ADF.[1]
- Llei 6/1988, Forestal de Catalunya, de 30 de marc de 1988.[7]

Les ADF s'han d'inscriure en un Registre específic responsabilitat del Servei de Prevenció d'Incendis Forestals del departament d'Agricultura, Ramaderia, Pesca, Alimentació i Medi Natural de la Generalitat de Catalunya. Per constituir-se en ADF cal que estiguin representats com a mínim el 20% dels titulars forestals de l'àmbit en qüestió o que la superfície agrupada representi com a mínim el 30% de la superfície forestal dels municipis que la integrin. Així mateix, cal que en formin part l'ajuntament o els ajuntaments dels termes municipals agrupats.